# Кам'янка (Запорізький район)
Ка́м'янка — село в Україні, у Новомиколаївській селищній громаді Запорізького району Запорізької області. Населення становить 50 осіб. До 2020 орган місцевого самоврядування - Софіївська сільська рада.

## Географія
Село Кам'янка знаходиться на правому березі річки Верхня Терса, нижче за течією на відстані 0,5 км і на протилежному березі розташоване село Софіївка. Через село проходить автомобільна дорога Т 0408.
Відстань до центру громади становить близько 6 км і проходить автошляхом Т 0408.

## Історія
12 червня 2020 року, відповідно до Розпорядження Кабінету Міністрів України від № 713-р «Про визначення адміністративних центрів та затвердження територій територіальних громад Запорізької області», увійшло до складу Новомиколаївської селищної громади.
19 липня 2020 року, в результаті адміністративно-територіальної реформи та ліквідації Новомиколаївського району, село увійшло до складу Запорізького району.

## Населення

### Мова
Розподіл населення за рідною мовою за даними перепису 2001 року:
| Мова            | Кількість | Відсоток |
| --------------- | --------- | -------- |
| українська      | 48        | 96%      |
| інші/не вказали | 2         | 4%       |
| Усього          | 50        | 100%     |

## Персоналії
- Симоненко Валентин Михайлович (1928—1991) — радянський і український кінооператор.